# William John Ellison

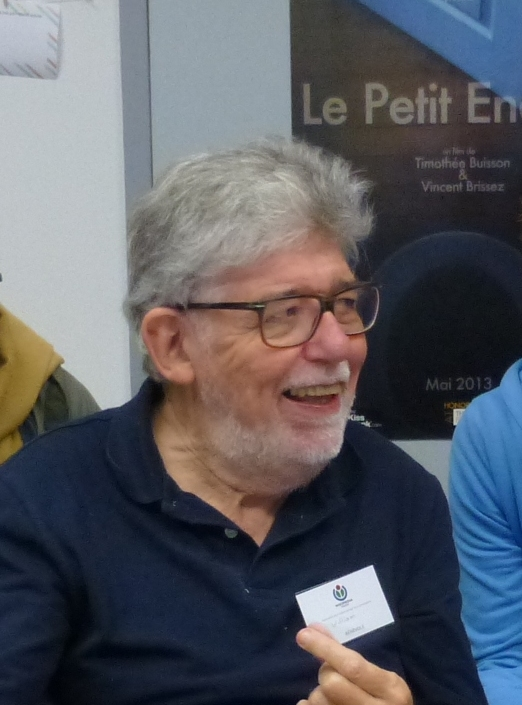
William John Ellison (2015)

William John Ellison (* 1943; † 16. März 2022) war ein britischer Mathematiker, der sich mit Zahlentheorie beschäftigte.

## Leben und Wirken
Ellison studierte an der Universität Cambridge, wo er seinen Bachelor-Abschluss machte (unterbrochen von einem Aufenthalt 1969/70 an der University of Michigan) und 1970 bei John Cassels promovierte („Warings and Hilberts 17. Problem“). Danach war er als Post-Doc an der Universität Bordeaux. 1972 erhielt er den Leroy P. Steele Prize und den Lester Randolph Ford Award für seinen Aufsatz „Warings Problem“ über das Waringsche Problem.

## Schriften (Auswahl)
- Prime Numbers („Les nombres premiers“, 1975). Wiley, New York 1985, ISBN 0-471-8265-3-7 (zusammen mit Fern Ellison).
- Zahlentheorie. In: Jean Dieudonné (Hrsg.): Geschichte der Mathematik 1700 bis 1900 („Abrege d'histoire des mathematiques 1700–1900“, 1978). Vieweg, Braunschweig 1985, online bei archive.org, S. 171–358, ISBN 3-528-08443-X (zusammen mit Fern Ellison).